# Infrared Astronomical Satellite
Pour les articles homonymes, voir IRAS (homonymie).
Infrared Astronomical Satellite (IRAS) était un télescope spatial dont l'objectif de réaliser un relevé complet des sources émettant dans les fréquences infrarouges à 12, 25, 60 et 100 µm. IRAS était un projet associant la NASA, NIVR et le  SERC. Le télescope spatial est placé sur une orbite héliosynchrone  le 25 janvier 1983. Il  fonctionne durant dix mois jusqu'à l'épuisement de l'hélium liquide qui refroidit ses détecteurs qui intervient le 21 novembre 1983. Le satellite se désorbite le 19 novembre 2016.[Quoi ?]

## Histoire
Le 30 janvier 2020, il  croise le satellite américain GGSE-4 (en) à moins de 30 mètres de distance, au risque d'une collision entre les deux engins. La collision n'a finalement pas lieu.

## Caractéristiques
L'optique d'IRAS est un télescope Ritchey-Chrétien doté d'un miroir de 0,57 mètre de diamètre avec une longueur focale de 5,45 m (f/9,56). Les instruments qui analysent la lumière collectée analysent le rayonnement lumineux dans quatre bandes spectrales infrarouges centrées sur les longueurs d'onde de 12 µm, 25 µm, 60 µm et 100 µm. La résolution spatiale va de 0,5 minute d'arc à 12 µm à 2 minutes d'arc à 100 µm.
Comme beaucoup de télescopes spatiaux infrarouges, la durée de vie d'IRAS est limitée par son système de refroidissement : pour pouvoir observer efficacement à ces longueurs d'onde, le satellite doit être refroidi à des températures très basses. Dans le cas d'IRAS, un réservoir de 720 litres d'hélium superfluide (soit 77 kg) permet de maintenir le satellite à une température de 1,6 kelvin. La température est maintenue grâce à l'évaporation progressive de l'hélium. Quand la totalité de l'hélium est épuisée, le satellite devient incapable de se maintenir à une température adéquate d'observation.

## Résultats
IRAS découvre environ 500 000 sources dont de nombreuses ne sont pas encore identifiées. Environ Modèle:Formatnu:75000 d'entre elles sont soupçonnées d'être des galaxies à sursauts de formation d'étoiles. La plupart des autres sources sont probablement des étoiles entourées de disques de débris, éventuellement en train d'évoluer en système planétaire. Les découvertes d'IRAS incluent entre autres la découverte d'un disque de débris autour de l'étoile Véga et les premières images du centre galactique, impossible à observer dans le domaine visible du fait de l'absorption considérable du milieu interstellaire.
Cette cartographie, obtenue à partir d'un instrument optimisé pour détecter des sources ponctuelles, est une réussite, donnant une nouvelle vision de l'Univers dans une fenêtre presque impossible à observer depuis le sol. Ainsi, environ 350 000 sources infrarouges sont cataloguées, la plupart étant nouvelles. En astronomie, l'infrarouge permet d'observer des sources froides (à quelques dizaines de kelvins), ce qui correspond le plus souvent à de la poussière interstellaire, précurseur ou fin d'étoiles.
Parmi les observations et les résultats scientifiques d'IRAS, on note les premières observations :
- d'un disque de débris autour de l'étoile Véga.
- des nuages (nommés cirrus) de poussières d'avant-plan (dans notre Galaxie), omniprésents.
- du cœur de notre galaxie, la Voie lactée, est obscurcie par la poussière.
- une émission infrarouge émise par des galaxies en interaction.

En plus de sa mission première, IRAS découvre également trois astéroïdes, dont (3200) Phaéton (un astéroïde géocroiseur responsable de la pluie d'étoiles filantes des Géminides), ainsi que la comète périodique 126P/IRAS.
| (3200) Phaéton  | 11 octobre 1983 |
| (3728) IRAS     | 23 août 1983    |
| (10714) 1983 QG | 31 août 1983    |

Le succès d'IRAS pousse l'Agence spatiale européenne à décider de son successeur ISO, et la NASA celui de Sirtf/Spitzer, qui prend de nombreuses années de retard sur le calendrier initial.